# Leibniz-Institut für Festkörper- und Werkstoffforschung
Pour les articles homonymes, voir IFW (homonymie).
L'Institut de recherche Leibniz sur l'état solide et les matériaux situé à  Dresde (en allemand : Leibniz-Institut für Festkörper- und Werkstoffforschung Dresden) – abrégé IFW Dresde – est un institut de recherche extra-universitaire, membre de la Leibniz-Gemeinschaft. Ses domaines sont la science des matériaux modernes ; il combine de la recherche exploratoire en physique, chimie et science des matériaux avec le développement technologique de nouveaux matériaux et produits.

## Recherche
Le programme de recherche de l'IFW est organisé et mis en œuvre conjointement par les scientifiques des différents instituts IFW. Il comprend cinq domaines de recherche :
- Supraconductivité et supraconducteurs
- Magnétisme et matériaux magnétiques
- Nanostructures moléculaires et solides moléculaires
- Alliages métastables
- Architectures et phénomènes liés au stress

## Instituts de recherche
L'IFW se compose de cinq instituts de recherche
- Institut pour la recherche sur l'état solide, directeur : Bernd Büchner
- Institut pour les matériaux métalliques, directeur : Kornelius Nielsch
- Institut pour les Matériaux Complexes, directeur :  Thomas Gemming (temp.)
- Institut pour l'intégration des nanosciences, directeur :  Oliver G. Schmidt
- Institut pour la Physique théorique de l'état solide, directeur : Jeroen van den Brink

## Historique
L'IFW Dresde a été fondé le 1er janvier 1992, en transformation de l'ancien Institut académique en un institut de la « Blaue Liste ». Il est issu du plus grand centre de science des matériaux de l'ancienne RDA, déjà reconnu au niveau international à l'époque. Depuis lors, l'IFW est devenu un institut de premier plan dans certains domaines de la science des matériaux.
Actuellement, l'IFW emploie environ 400 personnes, dont 190 scientifiques, pour la plupart des physiciens, chimistes et ingénieurs des matériaux. 80 d'entre eux sont de jeunes scientifiques travaillant à l'IFW sur leur thèse de doctorat. Une centaine de scientifiques invités du monde entier vient chaque année pendant quelques semaines ou quelques mois pour travailler à l'IFW. Le budget annuel de 23 millions d'euros est alimenté à parts égales par le gouvernement fédéral et les Länder allemands, ces derniers principalement par l'État libre de Saxe. En plus du financement institutionnel, l'IFW Dresde mobilise des ressources d'environ 5 millions d'euros par an.